# NKC'51
NKC'51 is een korfbalvereniging uit de Nederlandse plaats Nijverdal. 
NKC'51 telde anno 2013 ruim 400 leden en behoorde daarmee op dat moment tot de grootste korfbalclubs van de provincie Overijssel. Er wordt gespeeld op Sportpark Gagelman. NKC beschikt over een groot kunstgrasveld en is gevestigd in clubgebouw 'De Benne'. Wekelijks verschijnt het clubblad 'De Bennebode'. NKC is opgericht in het jaar 1951. De letters NKC staan voor Nijverdalse Korfbalclub. De clubkleuren zijn wit met blauw. Er wordt gespeeld met blauwe shirts en witte broekjes.
Naast korfbal heeft NKC'51 ook een Jeu-de-boules-afdeling en een G-korfbalteam.
Begin januari 2011 is er afscheid genomen van de oude sporthal Noetsele. Hierna nam de club zijn intrek in Sportzorgcentrum Het Ravijn.